# Adam Mendrek
Adam Mendrek (* 14. listopadu 1995 Český Těšín) je český reprezentant v badmintonu, na Olympijské hry 2024 v Paříži se kvalifikoval v deblovém páru s Ondřejem Králem. Jeho otec Tomasz Mendrek reprezentoval Československo na olympijských hrách 1992 v Barceloně, kde se probojoval do druhého kola.
Na olympiádě v Paříži byl český pár klasifikován na 13. místě.
V roce 2024 byl za mimořádné sportovní úspěchy zvolen Osobností roku Českého Těšína.